# サンミュージックプロダクション
株式会社サンミュージックプロダクションは、サンミュージックグループの中核となる芸能事務所。

## 概要
相澤秀禎（横須賀キャンプを中心に活動したバンドマンで、西郷輝彦をスカウトし、「龍美プロ」を設立して自らマネージメントを行った）が、「出来上がったスターを手がけるよりも、新人を育てたい」との思いから、1968年に設立した。
相澤が自らスカウトした森田健作を第1号タレントとして、スタッフ2人と共に事業を始める。社名は、森田のイメージであった「太陽」（サン）と、音楽プロダクションとしての「音楽」（ミュージック）の英語に由来する。
1970年代から1980年代にかけて桜田淳子、松田聖子、岡田有希子、早見優などの人気歌手・タレントを輩出し、大手芸能プロダクションに成長した。一方、1986年には岡田が突如、当時事務所のあった四谷の7階建てビル屋上から飛び降り自殺し、後追いで自殺する若者が多数（自殺予防対策センター報告によれば30人）出るなど世間に大きな影響を与えた。現在も岡田の命日にはファンによる献花と黙祷が行われている。
かつては姓名判断やドラマの役名等から、「○田○子」（桜田淳子は本名）と言う芸名をつける事が多かったが、1986年に芸能界入りした酒井法子以後は本名のままでデビューするケースも多い。
また、古くからお笑いタレントも数多く所属しており、「プロジェクトGET」のセクション名がつけられている。2000年以降のお笑いブームではダンディ坂野、ヒロシ、小島よしお、スギちゃんといったピン芸人を数多く輩出した。しかし、これらのタレントは俗に言う一発屋として終わることが非常に多いことから、「一発屋製造工場」と揶揄されることもあり、事務所自らも使用している。一方、キングオブコントではかもめんたる（2013年優勝、2016年5位）、THE MANZAIではエルシャラカーニ（2011年Dグループ4位、2012年Cグループ3位）や三拍子（2014年Cグループ2位）、M-1グランプリではメイプル超合金（2015年7位）やぺこぱ（2019年3位）など、賞レースで決勝進出した芸人も多くいる。また鳥居みゆきや小島よしお、スギちゃんもR-1ぐらんぷりで決勝進出している。
2009年7月に事務所が四谷四丁目の四谷大木戸ビルから左門町の四谷アネックスに移転。大木戸ビルは新宿通りの新宿アルタ前と四ツ谷駅の中間地点にあり、報道も多くされたことから（後述）、他の事務所から比較すると知名度が高かった。現在地の最寄り駅は四谷三丁目駅である。
近年、本業ではないお笑い部門が売り上げの大半を占めるようになっており、是正する経営方針が決定され、お笑い部門を地方支社から東京に集約することにしたとされる。
競合他社に倣ってお笑い養成所をつくろうとしたが2022年度の応募がゼロ人だったため、方針を変更し2023年に授業料ゼロの3か月限定のお笑い塾（カズレーザーなど売れている芸人を講師とする）を開講して一部の卒業生をそのまま事務所に所属させるようにしたところ50人の応募があった。

## 相澤秀禎社長時代のサンミュージック
- タレントとして学んでゆくためには、人づくりの土台となる家族関係が大事であるとの考えから、新人タレントを相澤の自宅に下宿させ、食事を共にした。学生のタレントには、相澤の妻が弁当を持たせた[3]。
- 従来、社員の給与は年功序列であったが、1997年から、担当しているタレントの売り上げを基に、役員会が査定した能力給である「ポイント制」を導入し、従業員のやる気を引き出す体制を導入した[3]。

## 沿革
- 1970年代 - 森田健作・桜田淳子・都はるみなどを輩出（都は移籍、のち復帰）
- 1980年代 - 1980年に松田聖子のデビュー。その後、早見優・岡田有希子・酒井法子・田村英里子などの人気女性アイドルが輩出される。この頃から「サンミュージック＝女性アイドル事務所」と評され、黄金時代を迎える。しかし、1986年4月8日に岡田有希子が当時事務所のあった四谷の大木戸ビル屋上から投身自殺をし、サンミュージックの評価が一時的に降下する。1980年代末頃には、かつての主力格である松田聖子や早見優が事務所から離脱。
- 1990年代 - トレンディドラマ黄金時代となり、脚本家野島伸司の作品の多くは、この事務所所属のタレントたちが主演していた。
- 1993年 - 12月にお笑い部門に進出することを発表。吉本興業の関東進出に対抗するためということで、相澤秀禎は「浅草の笑いよ再び」というつもりでお笑いに進出したと話している[5]。この月に「東京☆お笑い通りスペシャル決戦大会」が行われ、約400組の応募の中から最優秀賞に選ばれた高校3年生女子のコンビ「ドクロキッズ」がお笑い部門所属タレント第1号となった[5]。
- 2000年代 - それまで女性アイドル色が強かった事務所は2003年頃からお笑いタレントも多数所属するようになり、ダンディ坂野・カンニング・小島よしおなどを輩出する。
- 2004年12月 - 創業者の相澤秀禎が会長となり、息子の相澤正久が社長に就任した[2]。2007年には創業40周年パーティーが創業者の相澤会長の喜寿および芸能生活40周年記念も兼ねた上で盛大に催された。
- 2009年7月 - 創業の地である四谷から左門町に移転。
- 2009年8月 - 酒井法子が薬物事件（覚せい剤取締法違反で起訴）を起こしたため、同月28日付で契約を解除。所属タレントの解雇は創業以来初の出来事である。この責任を取り、9月1日付で、相澤秀禎が相談役に退き、相澤正久が副社長に降格した。その間社長は不在であった[注釈 1][6]。
- 2009年10月1日 - 再発防止のため、所属するタレントの薬物検査の実施。事務所内の全面禁煙を導入（喫煙エリアの廃止）。
- 2010年10月1日 - 麻薬事件から約1年が経ったため、相澤秀禎は会長、相澤正久は社長に復帰[7]。
- 2013年 - 中嶋美智代以来21年ぶりとなる女性アイドルのグループ「さんみゅ〜」がデビュー。5月23日、創始者である相澤秀禎が死去。
- 2017年4月1日 - 「さんみゅ〜」以外では初のアイドルグループ所属のAKB48小嶋真子がAKSから同社に移籍[8]。
- 2016年1月 - ベッキーが当時交際していたゲスの極み乙女。のボーカル川谷絵音との不倫を『週刊文春』にスクープされた。その後の記者会見にて「ただの友達」であると釈明した[9]。その後、仕事を一時的に休業。
- 2017年4月17日 - 元Rev. from DVLの高橋菜々美がアクティブハカタから移籍[10]。アイドルグループ所属で2人目。
- 2019年12月 - 高橋菜々美が専属契約終了、芸能界引退[11]。
- 2021年4月1日 - タレントとしての所属と並行する形で、ブッチャーブラザーズのリッキーこと岡博之が副社長に就任[12]。6日には森田健作が最高顧問に就任[13]。
- 2021年11月1日 - HKT48の坂口理子と渕上舞がMercuryから移籍[14]。
- 2023年11月6日 - 岡博之が代表取締役社長に就任、相澤正久は代表取締役会長に就任した[15]。
- 2023年11月16日 - 所属していた髙木聡一朗が警視庁に逮捕される不祥事を起こしたため、契約を解除された[16]。

## 所属タレント
※2025年7月現在 

### 男性タレント・俳優
- 秋山遊楽
- 朝妻徹
- 新井雄也
- 小澤翔太
- 川端大亮
- 歸山竜成
- SUNPLUS
- 篠田光亮
- 太川陽介
- 竹石悟朗
- 田辺靖雄
- 大門正明
- 塚本高史
- 中山卓也
- 七世一樹
- 野村将希
- 橋本巧望
- 平田雄也
- 平野宏周
- 光平崇弘
- 松山拳也
- 宮﨑大和
- 森田健作
- 森山栄治
- 吉田宗洋

### 女性タレント・俳優
- 秋本レイラニ
- 甘妻里菜
- 天野碧泉
- 池西美怜
- 石上ひなの
- 石原あつ美
- 石丸佐知
- 壱城あずさ
- 入江華音
- 植村智子
- 兎味ペロリナ
- 大釜ケリー
- 大谷みつほ
- 岡田香菜
- 小川真央
- 越智ゆらの
- 音無あきほ
- 小野真弓
- 香月星来
- 加藤小夏
- 加藤碧唯
- 加藤るみ
- 上村歩未
- 喜島結乃
- 木下綾菜（元さんみゅ～）
- 幸坂いちご
- 小島あやめ
- 小嶋真子
- 小林ゆい
- 小林リアナ
- 駒澤清華
- 斉藤ひかり
- 坂口理子
- 佐藤桃香
- 佐藤唯
- 城山美佳子
- 砂田理子
- 世良ののか
- セアックかりん
- 髙野ここり
- 田口真美
- 立石純子
- 田中こなつ
- 田中瑠愛
- 時東ぁみ
- 時吉真子
- 冨永実里
- 中川梨花
- 中嶋理乃
- 仲根なのか
- 中村羅沙
- 菜月
- 西川あやの
- 仁村紗和
- 林芽亜里
- 平野詩乃
- フィフィ
- 福島和可菜
- 藤井凜華
- 渕上舞（HKT48）
- 船越真美子
- 古川芹瑛
- ベッキー ※業務提携
- 牧野桃美
- 松田実里
- 松原陽子
- 松本梨香 ※業務提携
- MALISA
- 緑川静香
- みなもとあさひ
- 宮坂千秋
- 村井美樹
- 桃
- もりももこ
- 八木珠梨
- 矢島珠衣
- 山口まりん
- 山田真優
- 山本初華
- 結木ことは
- 吉川ゆな

### 文化人
- 青柳雛
- 井上和彦
- ヴィヴィアン佐藤 ※業務提携
- 植松晃士
- 植森美緒
- 沖倉国悦
- 鏡リュウジ
- 片山さつき
- 髪西 ※業務提携
- 河西啓介
- Gaku（ヘアーメイクアップアーティスト）
- 木田裕士
- 木下佳郁
- キャシー中島
- 國領浩子
- 小出あかり
- 坂口もとこ
- 嵯峨聖子 ※業務提携
- 桜林美佐
- シャウ・ウェイ
- 高井正憲
- 武内陶子[17]
- 田辺晋太郎
- トランプマン
- トランプマンX
- 中島正純
- 西倉瑞博
- 橋本京明
- 藤井康雄 ※業務提携
- 古家正亨
- ミカイチカワ
- 山田泰三
- 洋輔（手芸家）

### スポーツ
- 飯端美樹
- イージー（けん玉パフォーマー）
- 神園 ※業務提携
- 木場克己
- 佐藤元揮
- 鈴木みのる（パンクラスMISSION）
- DDTプロレスリング ※業務提携
- ふり～だ ※業務提携
- 松田詩野
- 宮川紗江
- 森島康仁
- 吉田拓

### アーティスト
- 杏仁しずく（バーチャルYouTuber）
- 杏里 ※業務提携
- Eevee
- 一瞬しかない ※業務提携
- 大石まどか
- 岡部磨知
- おかゆ
- 九重佑三子
- SEX MACHINEGUNS
- ダイアモンド☆ユカイ
- Task have Fun ※業務提携
- Hermin
- 花*花（こじまいづみ、おのまきこ）※業務提携
- 羽山みずき
- 原田真二 ※業務提携
- 一十三十一 ※業務提携
- 平川美香
- HIROSHI
- 牧村三枝子
- 舞乃空
- 都はるみ
- 吉田彩花 (Saika)
- ラストブルー
- wqwq

### お笑い芸人

#### グループ
- 相性はいいよね（エビランド、ヤダヤムクン）
- 青御膳（もかたけ、石島さん）
- アベコベ三脈（トラックスミス、シマダネズミ、げんちゃん）
- 煙突パズル（高橋ボン、前山軍曹）
- うさぎダンプ（井上隼人、ケンシロウ）
- エルシャラカーニ（セイワ太一、山本しろう）
- 薫るパトリシア（カルロス国際交流、じーつー）
- ガタロウ（日出隆、もん吉）
- かにスイッチ（適宜、住井）
- かもめんたる（岩崎う大、槙尾ユウスケ）
- ガングリオン（クボ、北村文化財）
- ギアッチョ（佐藤聖、庄子拓真）
- ギャビッツ（ミモリ、吉本ホイ）
- ギロッタ（ニシザワ、ナガオアウトバーン）
- サーフボードストレッチ（ハシケン、たかしょー）
- サツキ（門脇のりや、ムネタ）
- ザ・パーフェクト（ピンボケたろう、ハードパンチャー妹尾）
- 三拍子（高倉陵、久保孝真）
- シャペウ（るか、村上慧）
- 軍鶏（CRおだうどん、漁船）
- シューマッハ（五味侑也、中村竜太郎）
- 紳士淑女倶楽部（ハニトラ梅木、やぎゅう）
- 新鮮なたまご（ハイジ、さかした）
- シンプル（大狸ぽんぽこ、西野晶雄）
- すてきなひととき（ろぱ仔、岩佐）
- Second ON（モブたくみ、小西KE-TA）
- タイムボム（ニック、高桑翔汰）
- タングステン（つな、長尾善処）
- チェリーボンボン（さいとうあずさ、ロリィタ族。）
- ちかえの子ども!!（弟ひろのり、ねぇね）
- チバハラ（千葉宗幸、篠原一生）
- デキサイ（にしおサバイブ、ドールゆきんこ）
- 飛石連休（藤井ペイジ、岩見よしまさ）
- とらとことこ（安田、うめやまかなみ）
- ニコニコモンスター（寺尾大樹、おかちゃん）
- 西麻布ヒルズ（櫻井市長、千太郎）
- 日本クレール（中島女の子、りご）
- ねるよなか（椎葉おんだい、CRおだうどん）
- 馬鹿よ貴方は（新道竜巳、平井“ファラオ”光）
- ハラハシモト（ハシモト、ハラ）
- はるのすけ（しんのすけ、はるき真っ向勝負）
- パンダパーク（土生侑汰、遠藤祥太郎）
- 髭男爵（山田ルイ53世、ひぐち君）
- ビゼン大和（クラ、池永）
- ビックシカゴ（福澤圭祐、森山諒）
- 美魔女（ヤヤシルバ、尾崎凌）
- 風神アラジン（宇治田寛、小林拓矢）
- ぶたマンモス（やっぴー、山下大車輪）
- ぶっこきんぐ（渡部友貴、宮川尚幸）
- ブッチャーブラザーズ（ぶっちゃあ、リッキー）
- ぺこぱ（シュウペイ、松陰寺太勇）
- ぺぺる（廣澤壮汰、井上成矢）
- ペンギンズ（アニキ、ノブオ）
- ぽ〜くちょっぷ（篠木正啓、関仁彦）
- ポルコ（NACO、森井あきひと）
- ぽんぽこ（高木ひとみ○、そえじまひでき）
- マシュマロマン（ベーナベ、シアター中満）
- 松本ハウス（松本キック、ハウス加賀谷）※業務提携、コンビおよび松本のみ
- ママタルト（檜原洋平、大鶴肥満）
- マムツー（すなお、なかや）
- マリア（イーちゃん、ゆみみ）
- マンマーレ（松口、ひろ）
- 緑のクウペ（野口、斎藤マリア）
- ミルクぽぽ（究極バースト、あんらくスキンケア）
- 無尽蔵（ノジリサオ、やまざわ）
- ムネタ（門脇のりや、ムネタ）
- メイプル超合金（安藤なつ、カズレーザー）
- 百恵（宮本勇気、マエノリュウタ）
- ラブ刺激（ゆか、くま-1グランプリ、高田へび）
- レモンと炭酸（戸井田涼、てぃむてぃむ山本）

#### ピン芸人
- 荒木巴
- アリ
- Yes!アキト
- 岩村あやみ
- うすらトンカチ
- お侍ちゃん
- ORIE
- 快児
- カジ
- 加島ちかえ
- カニササレアヤコ
- ガリベンズ矢野
- カンニング竹山
- きーぽん
- きったん
- グータン森山
- ケンキ
- ゴー☆ジャス
- 小島よしお
- こにわ
- 小林アナ
- サッチィー
- さな
- Gたかし
- 清水てっぺい
- シバモア・ゲン
- シャンソン姉さん
- じょっくす。
- スギちゃん
- 村民代表南川
- TAIGA
- 滝多津子
- ダンディ坂野
- 手賀沼ジュン
- テル
- 東堂
- 鳥居孝行
- 鳥居みゆき
- 鳥谷尾だいき
- ハイウエストあきな
- ヒガ2000
- 平岡大樹
- 藤井21
- プリマ・リエ
- 瑞香理保
- みっちー
- ようへい
- ラブ守永
- Rocky石井
- 平岡隼馬
- 渡部崇文
- わっきゃい

## グループ会社
- サンミュージック出版 - 音楽著作権の譲受及び管理、楽譜等音楽出版物の制作など
- サンミュージック企画 - コマーシャルへのタレントキャスティング、映画・TV・ラジオの企画制作など
- サンミュージックブレーン - 子役タレントのマネージメント、タレント養成校「サンミュージックアカデミー」の運営など
- サンクリエイティブ - CM・番組制作部門
- サンレボリューション - コマーシャル及び番組企画制作等の業務
- サンミュージック名古屋

### ファンクラブ等
- サンミュージックファミリークラブ
- サウンドミッション

### スクール
- サンミュージックアカデミー
  - 東京校
  - 札幌校
  - 新潟校
  - 名古屋校
  - 大阪校
  - 大阪泉佐野校
  - 福岡校
  - 鹿児島校

## 関連番組
- なでしこサンミュージック　（2011年8月12日開始 月1金曜、ニコジョッキー）サンミュージック所属の女性タレント（マリア・ぷち観音・プリマリエ・ロリィタ族。・モラリスト・荒木巴・きーぽん）で送る番組。

## 映画（撮影地）
- 『風が通り抜ける道』沖縄県後援、カンヌ国際映画祭2023年 披露上映作品、沖縄国際映画祭2023年 正式出品作品、一般劇場公開2024年（イオンエンターテイメント）